# 助马堡
助马堡位于山西省大同市，是明长城山西段的边堡，与镇羌堡、拒墙堡、拒门堡共称为塞外四堡。据史载，堡为嘉靖二十四年（1545年）土筑，万历元年（1573年）为砖堡。堡城“周二里四分，高三丈八尺，内驻参将守御，分守长城二十里三分，边墩二十五座”。